# Yuki Matsushita
Yuki Matsushita (født 7. december 1981) er en japansk fodboldspiller.